# Le Plessier-Rozainvillers

Le Plessier-Rozainvillers este o comună în departamentul Somme, Franța. În 1 ianuarie 2022 avea o populație de 765 de locuitori.